# Інволюційна ендокринопатія
Інволюційна ендокринопатія (лат. involutio — зворотній розвиток, старіння і новолат. endocrinopathia) — загальна назва хвороб, викликаних порушенням діяльності ендокринних залоз. Даний термін вказує на тісний взаємозв'язок захворювань ендокринної системи зі старінням організму. Вперше у пресі, це словосполучення було запропоновано при підготовці статті «Фізична реабілітація хворих, що страждають інволюційною ендокринопатією, есенціальною гіпертензією і ІХС» для журналу «ЛФК і масаж», 2002 року, як термін найбільш повно відображає початок основного процесу старіння в організмі сучасної людини. Зараз добре відомо, що багато процесів старіння вдається загальмувати завдяки застосуванню відповідної, правильно підібраній гормональній терапії.[джерело?]

## Лікування інволюційної ендокринопатії
У більшості випадків вдаються до гормоно замінникової терапії, проте використання естрогенів у жінок і андрогенів у чоловіків після 50 років може викликати розвиток різних пухлин. Останнім часом інтерес ендокринологів — геронтологів зміщується в бік використання фітогормонів: хміль, конюшина та інше; стимуляторів тестостерону рослинного походження: кудзу; рослинних препаратів, що діють на дієнцефально-гіпофізарну систему: меморін.